# Ustrój polityczny Turcji
Ustrój polityczny Turcji
Turcja jest republiką prezydencką. Obecny ustrój polityczny opiera się na konstytucji z 1982 r., do której wprowadzono liczne poprawki. W ostatnich latach najważniejszą decyzją była zmiana ustroju z parlamentarnego na prezydencki, co zostało przegłosowane w referendum z 16 kwietnia 2017 r.
Od 2018 r. wybory prezydenckie i parlamentarne odbywają się tego samego dnia.

## Władza ustawodawcza
Władza ustawodawcza należy do jednoizbowego Wielkiego Zgromadzenia Narodowego Turcji, w skład którego wchodzi 600 posłów wybranych na 5-letnią kadencje.
Ostatnie wybory odbyły się 24 czerwca 2018 r. Zwyciężyła w nich Partia Sprawiedliwości i Rozwoju (AKP), która startowała w koalicji z Partią Narodowego Działania (MHP).

## Władza wykonawcza
Od lipca 2018 r. pełnia władzy wykonawczej należy do prezydenta wybieranego na 5-letnią kadencję. Ostatnie wybory odbyły się 24 czerwca 2018 r. Zwyciężył w nich Recep Tayyip Erdoğan.